# Racalmuto
Racalmuto é uma comuna italiana da região da Sicília, província de Agrigento, com cerca de 9.723 habitantes. Estende-se por uma área de 68 km², tendo uma densidade populacional de 143 hab/km². Faz fronteira com Bompensiere (CL), Canicattì, Castrofilippo, Favara, Grotte, Milena (CL), Montedoro (CL).

## Origem do nome
Foram os árabes que deram nome à cidade. Rahal Maut pode ser traduzido como "vila destruída", porque foi edificada sobre as ruínas de um outro antigo povoado, talvez de origem sícula ou grega.

## Demografia
| Variação demográfica do município entre 1861 e 2011                               |
|                                                                                   |
| Fonte: Istituto Nazionale di Statistica (ISTAT) - Elaboração gráfica da Wikipedia |